# Jerome K. Jerome
Jerome Klapka Jerome, född 2 maj 1859 i Walsall, West Midlands (i dåvarande Staffordshire), död 14 juni 1927 i Northampton, Northamptonshire, var en brittisk författare och dramatiker. 
Fadern var frikyrkopredikant och Jerome växte upp i East End, London och arbetade senare som kontorist, skådespelare, lärare, journalist och han gav även ut en egen tidning. Han skrev också pjäser. Jerome är mest känd för den humoristiska romanen Tre män i en båt från 1889 som beskriver tre vänners båtfärd på Themsen, från Kingston upon Thames till Oxford.  
Några av hans humoristiska romaner översattes i hans samtid till svenska av Albert Montgomery, Ezaline Boheman och Ida Bäckmann. Andra har översatts av frivilliga inom projektet Wikisource.

## Verk i urval

### Romaner
- Idle Thoughts of an Idle Fellow (1886)
  - En dagdrifvares funderingar (översättning Albert Montgomery, Fahlcrantz, 1890)
  - En lättings lättsamma tankar (översättning av Stefan T. Lund, Ataco Audio, 2006) [Endast utg. som e-bok]
- Three Men in a Boat (To Say Nothing of the Dog) (1889)
  - Tre män i en båt (översättning Albert Montgomery, Fahlcrantz, 1890)
  - Tre män i en båt (översättning Tom Wilson, Nordiska förlaget, 1912)
  - Tre män i en båt (för att inte tala om hunden) (översättning Josef Almqvist, Saxon & Lindström, 1939)
  - Tre män i en båt (översättning Birgitta Hammar, Forum, 1946)
  - Tre män i en båt (översättning Jan Gehlin, Sohlman, 1960)
  - Tre män i en båt (för att inte tala om hunden) (översättning Sven-Ingmar Pettersson, Niloe, 1987) ["Enl. uppgift övers. av Jan Gehlin", Libris]
  - Tre män i en båt (för att inte tala om hunden) (översättning av Stefan T. Lund, Ataco Audio, 2007) [Endast utg. som e-bok]
- Diary of a Pilgrimage (and Six Essays) (1891)
  - En pilgrims dagbok - o mera dertill (översättning Albert Montgomery, Fahlcrantz, 1891)
  - En pilgrims dagbok (översättning av Stefan T. Lund, Ataco Audio, 2007) [Endast utg. som e-bok]
- Novel Notes (1893)
  - Förstudier till en roman (anonym översättning, Beijer, 1896)
  - Fyra man om en bok (översättning Ezaline Boheman, Svithiod, 1899)
- Sketches in Lavender, Blue and Green (1895)
  - Otroligt men sant (översättning Albert Montgomery, Fahlcrantz, 1897)
- Second Thoughts of an Idle Fellow (1898)
  - Nya funderingar af en dagdrifvare (översättning Albert Montgomery, Fahlcrantz, 1899)
- Three Men on the Bummel (även utg. som Three Men on Wheels) (1900)
  - Tre man på velociped (översättning Albert Montgomery, Fahlcrantz, 1900)
  - Tre män på velociped (Ny, revid. uppl.) (Fabel, 1960)
  - Tre män på velociped (översättning Astrid Borger, Trevi, 1971)
  - Tre män på velociped (översättning av Stefan T. Lund, Ataco Audio, 2007) [Endast utg. som e-bok]
- Idle ideas in 1905 (1905)
  - Lättsamma tankar av år 1905 (översättning av Stefan T. Lund, Ataco Audio, 2007) [Endast utg. som e-bok]
- They and I (1909)
  - Jag och de mina (översättning Ida Bäckmann, Svenska andelsförlaget, 1919)

### Novellsamlingar etc
- Två veckor på Themsen (anonym översättning, Antikvariska bokhandeln, 1897)
- Den sjufaldiga människan: en undersökning af den mänskliga själen (översättning M. F. Nyström, Universella broderskapet, 1898)
- Markisinnans vålnad: med flera berättelser (af åtskilliga författare, anonym översättning, Adolf Johnson, 1899)
- Den hemlighetsfulle främlingen och andra berättelser (The Passing of the Third Floor Back and Other Stories, 1907) (översättning Ellen Ryding, Nordiska förlaget, 1911)
- My Life and Times (självbiografi, 1926)
- En dagdrivares funderingar: berättelser (i urval av Rune Olausson, Rabén & Sjögren, 1970)
- Tre män i en bok (urval och översättning Rune Olausson, Hagaberg, 1984)